# Tåglängd
Tåglängd är den totala längden hos ett järnvägståg. Mätetalet är meter, i USA fot.
Tillåten tåglängd är en egenskap hos en bana.
- En stor tåglängd möjliggör en utökning av banans kapacitet (enkelspår, dubbelspår eller fyrspår). Ett spår tillåter en viss mängd tåg att få plats (tåglägen). Mer last kan transporteras vid varje tågläge (eng. Time slot) om tåget är långt.
- Tåglängden bestämmes ofta av längden på de mötesspår som finns på en bana. På dubbelspår behövs ändå spår för att snabba persontåg ska kunna passera långsamma godståg.
- Långa tåg kan kräva flera lok för att klara uppförsbackar. Dock kräver längre tåg högre effekt, varför kontaktledning och matning måste förstärkas.
- Långa tåg kan ge problem med fördröjningar vid inbromsningar eftersom det tar en viss tid för bromstrycket att fortplanta sig genom tåget. Signalerna är placerade på bestämda ställen vilket förutsätter bestämda bromssträckor, vilket kan kräva lägre hastighet för långa tåg. En lösning är elektroniskt styrda bromssystem, men det finns mest på motorvagnståg och är inte vanligt för godståg.
- För passagerartåg begränsas längden av perrongernas längd. I undantagsfall kan man låta någon dörr vara utanför perrongen på vissa stationer, men då får passagerarna varnas.

I Sverige vill man nu öka standarden för tåglängden från 730m men har inte kunnat enas om till vilken längd. I flera länder kör man mycket längre tåg. I Australien kör man 2400 m långa tåg som lastar 25 000 ton förarlöst, även om detta och några liknande exempel är på väldigt platta banor utan andra tåg som kan ha egna standarder. Se Longest trains (på engelska Wikipedia).